# Villa Faraggiana
Villa Faraggiana è una dimora storica del Settecento sita in via Salomoni ad Albissola Marina, in provincia di Savona. 

Edificata nel XVIII secolo come dimora della nobile famiglia dei Durazzo, la proprietà è oggi di proprietà del Comune di Novara come da lascito testamentario dell'ultimo proprietario Alessandro Faraggiana datato al 1961, ma aperta al pubblico per visite e mostre dal 1968.

## Storia

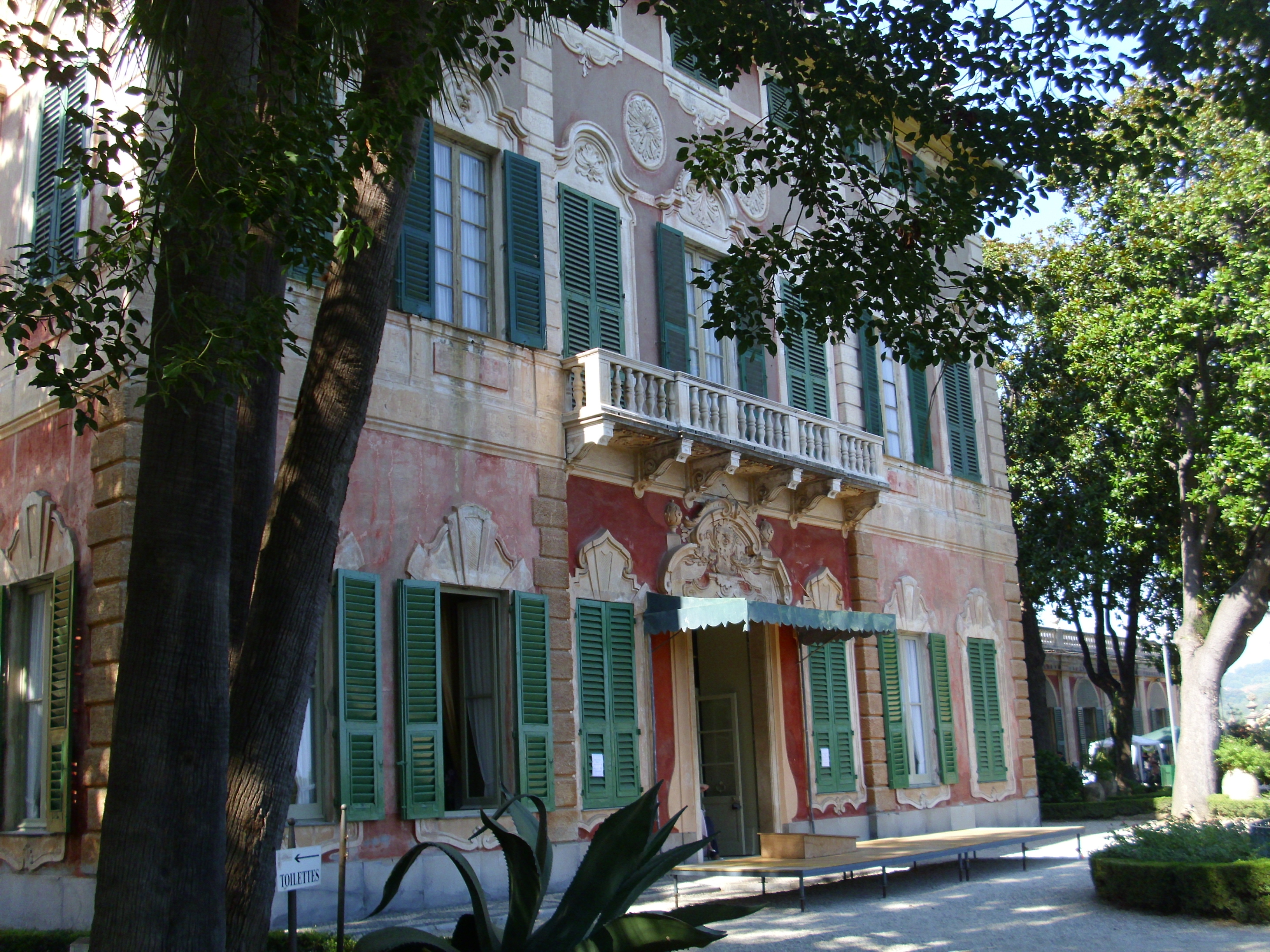
Particolare della villa

Commissionata da Eugenio Durazzo e dal nipote di questi, Gerolamo, la villa ebbe una evoluzione articolata che si protrasse dal 1717 al 1735 e poi ancora fino al 1765. Il palazzo dell'Olmo, denominazione del primo e significativo impianto residenziale, fu edificato nel 1735 grazie all'opera di un probabile architetto genovese e maestranze del luogo. La costruzione terminò nel 1736 con la finitura della facciata, mentre nel 1738 iniziarono i lavori per la realizzazione del grande giardino.
Al decesso del nipote Gerolamo la proprietà passò in eredità nel 1778 alla figlia Maria Maddalena, quest'ultima moglie del doge della Repubblica di Genova Marcello Durazzo (biennio 1767-1769); passò quindi alla figlia di questi, Maria Francesca, che la donò nel 1804-1805 a suo figlio Marcello.
Nel 1821 la proprietà della villa fu venduta da quest'ultimo ai nobili novaresi Giuseppe e Gerolamo Faraggiana da cui l'edificio trae la denominazione.

Possedimento quindi della famiglia Faraggiana di Novara passò di proprietà al figlio Giuseppe e al decesso di quest'ultimo - senza eredi diretti - al nipote senatore Raffaele Faraggiana e quindi al figlio Alessandro. Poco prima di morire Alessandro, anch'esso senza eredi diretti, decise per volontà testamentaria di donare l'intera proprietà della villa al Comune di Novara nel 1961.

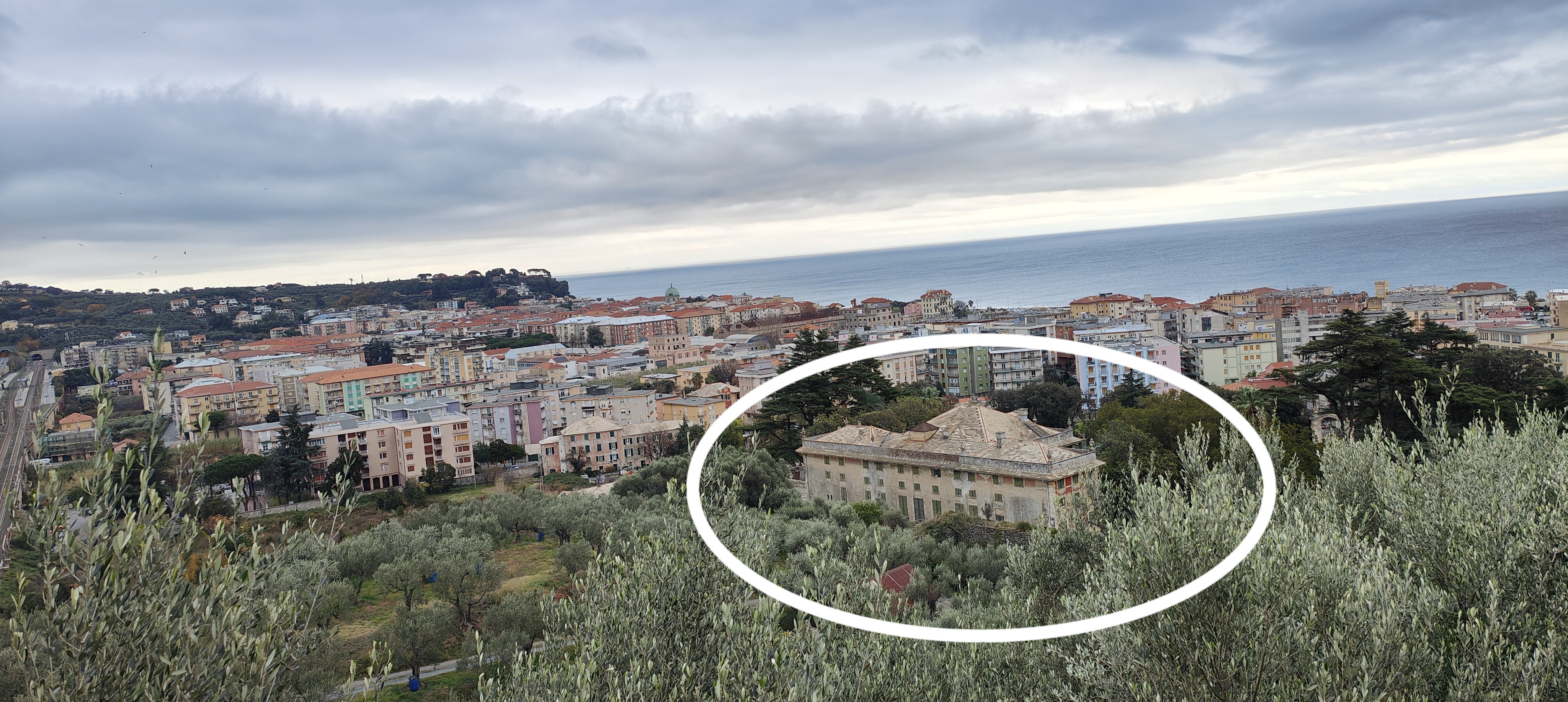
La villa vista da via delle Rogazioni

## Descrizione

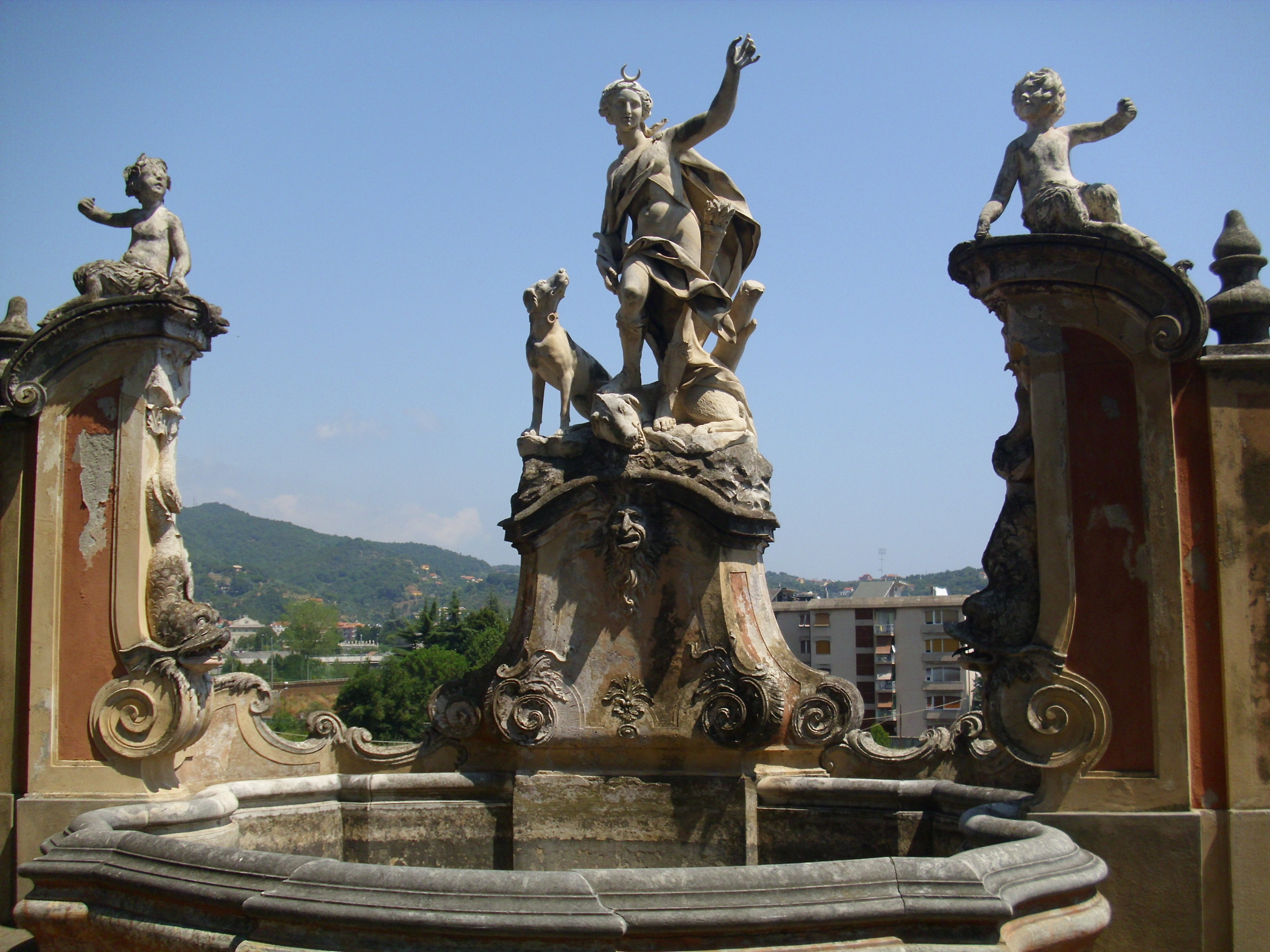
Alcune statue nel giardino

### Gli interni

#### Galleria delle Stagioni
La galleria denominata "delle Stagioni" fu costruita nel 1750 per volere di Marcellino Durazzo presentandosi in un'elegante struttura architettonica aperta verso il giardino con una serie di arcate. Storicamente fu voluta dal futuro doge di Genova per feste e cerimonie che usualmente si svolgevano nella nobiliare dimora dei Durazzo.
La galleria è caratterizzata da cicli affrescati con episodi della vita di Diana sulle volte, da sculture intagliate dello scultore genovese Filippo Parodi datate al 1667 (Lo specchio di Narciso e le Quattro stagioni) e da un caratteristico pavimento in piastrelle di maiolica policroma. La scultura delle quattro stagioni rappresentano le quattro divinità quali Flora, Cerere, Bacco e Saturno e secondo alcuni studi tali opere, in origine, avrebbero dovuto rappresentare semplicemente quattro candelabri.

#### Cappella della Misericordia
Cappella privata della famiglia, ma in origine aperta al culto anche per gli abitanti delle case circostanti, è situata nella zona orientale dell'edificio e dedicata alla Madonna della Misericordia. Originariamente decorata con leggeri toni a pastello, l'odierna ritinteggiatura e stuccatura è databile alla rivisitazione del XIX secolo, considerata da alcuni critici troppo pesanti artisticamente e non più riconducibili all'originaria natura.
Nella sala campeggia, centralmente sull'altare, il dipinto del XVIII secolo del pittore Giovanni Agostino Ratti raffigurante l'Apparizione della Madonna. Sono inoltre conservati altri arredi sacri quali candelabri, paramenti ricamati e varie oreficerie.

#### Camera dorata
Commissionata dal proprietario Giuseppe Faraggiana nel 1845, i mobili che compongono la sala sono maestria del mobiliere Enrico Tomaso Peters quest'ultimo già impegnato e apprezzato per il contemporaneo lavoro presso il palazzo Reale di Genova per Carlo Alberto di Savoia. I mobili si presentano dorati e in stile neoclassico, in contrasto con lo studiolo e il Pregadio del XVIII secolo con pavimento in maiolica e con decorazioni a stucchi dorati.

### Gli esterni

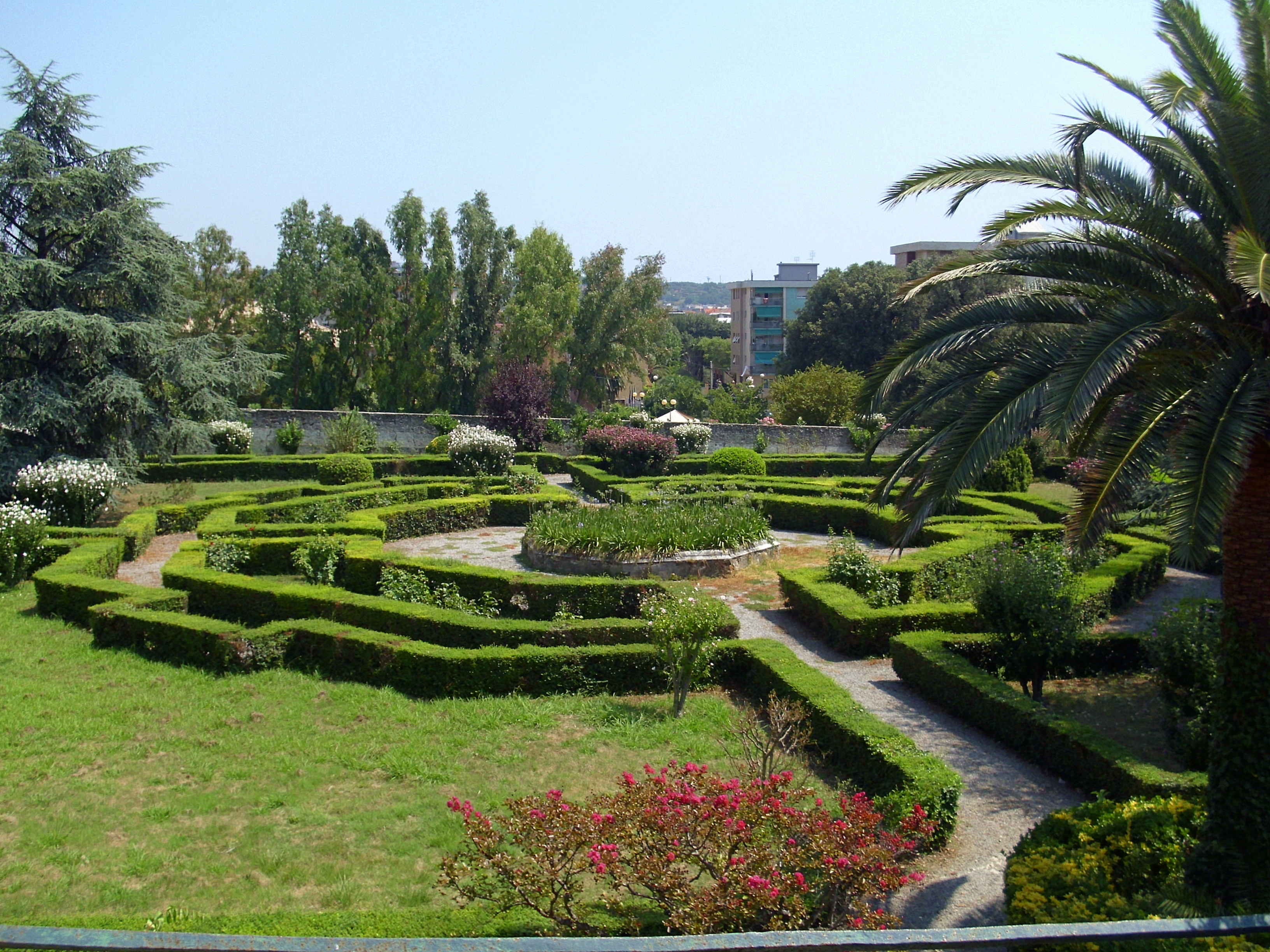
Particolare del giardino

#### Giardino
Il vasto giardino voluto dai Durazzo è caratterizzato dall'unione tra diversi stili, dal giardino all'italiana (con precisi interventi simmetrici e sistemazione di sculture e fontane), al giardino alla francese (disegni del giardino studiati per permettere un'ampia visuale dell'intera area) e all'adeguamento pratico per via della caratteristica morfologia ligure "a terrazze"; quest'ultima scelta quasi "obbligata" e messa in pratica per altre ville nobiliari di Genova e della Liguria.
Una scelta leggermente diversa fu voluta invece dalla famiglia Faraggiana che, al contrario dei Durazzo che fecero del giardino una sorta di "esposizione all'aperto della loro classe nobiliare", come ad esempio visibile nella villa Durazzo-Centurione di Santa Margherita Ligure (GE), scelsero di adibire il giardino quasi come un'azienda agricola familiare con la produzione e vendita di prodotti naturali (cereali, vino e olio di oliva).